# Channeling the Quintessence of Satan
Channeling the Quintessence of Satan è il quinto album in studio del gruppo musicale Abigor, pubblicato il 1999 dalla Napalm Records. 

## Tracce
1. "Dawn of Human Dust" – 5:49
2. "Pandemonic Revelation" – 4:56
3. "Equilibrium Pass By" – 6:18
4. "Wildfire and Desire" – 4:12
5. "Utopia Consumed" – 4:36
6. "Demon's Vortex" – 6:04
7. "Towards Beyond" 5:05
8. "Pandora's Miasmic Breath" – 4:20

## Formazione
- Thurisaz - voce, basso
- Peter Kubik - chitarra
- Thomas Tannenberger - batteria, chitarra